# Qualificazioni al campionato europeo maschile di calcio 1976 - Gruppo 8

## Classifica
| Pos | Squadra        | Pti | G | V | N | P | GF | GS | DR  |
| --- | -------------- | --- | - | - | - | - | -- | -- | --- |
| 1   | Germania Ovest | 9   | 6 | 3 | 3 | 0 | 14 | 4  | +10 |
| 2   | Grecia         | 7   | 6 | 2 | 3 | 1 | 12 | 9  | +3  |
| 3   | Bulgaria       | 6   | 6 | 2 | 2 | 2 | 12 | 7  | +5  |
| 4   | Malta          | 2   | 6 | 1 | 0 | 5 | 2  | 20 | -18 |

## Risultati
| Data             | Luogo      | Squadra 1      | Risultato | Squadra 2      |
| ---------------- | ---------- | -------------- | --------- | -------------- |
| 13 ottobre 1974  | Sofia      | Bulgaria       | 3 - 3     | Grecia         |
| 20 novembre 1974 | Il Pireo   | Grecia         | 2 - 2     | Germania Ovest |
| 18 dicembre 1974 | Il Pireo   | Grecia         | 2 - 1     | Bulgaria       |
| 22 dicembre 1974 | Gżira      | Malta          | 0 - 1     | Germania Ovest |
| 23 febbraio 1975 | Gżira      | Malta          | 2 - 0     | Grecia         |
| 27 aprile 1975   | Sofia      | Bulgaria       | 1 - 1     | Germania Ovest |
| 4 giugno 1975    | Salonicco  | Grecia         | 4 - 0     | Malta          |
| 11 giugno 1975   | Sofia      | Bulgaria       | 5 - 0     | Malta          |
| 11 ottobre 1975  | Düsseldorf | Germania Ovest | 1 - 1     | Grecia         |
| 19 novembre 1975 | Stoccarda  | Germania Ovest | 1 - 0     | Bulgaria       |
| 12 ottobre 1975  | Gżira      | Malta          | 0 - 2     | Bulgaria       |
| 28 febbraio 1976 | Dortmund   | Germania Ovest | 8 - 0     | Malta          |